# Troup County
Troup County is een county in de Amerikaanse staat Georgia.
De county heeft een landoppervlakte van 1.072 km² en telt 58.779 inwoners (volkstelling 2000). De hoofdplaats is LaGrange.

## Bevolkingsontwikkeling

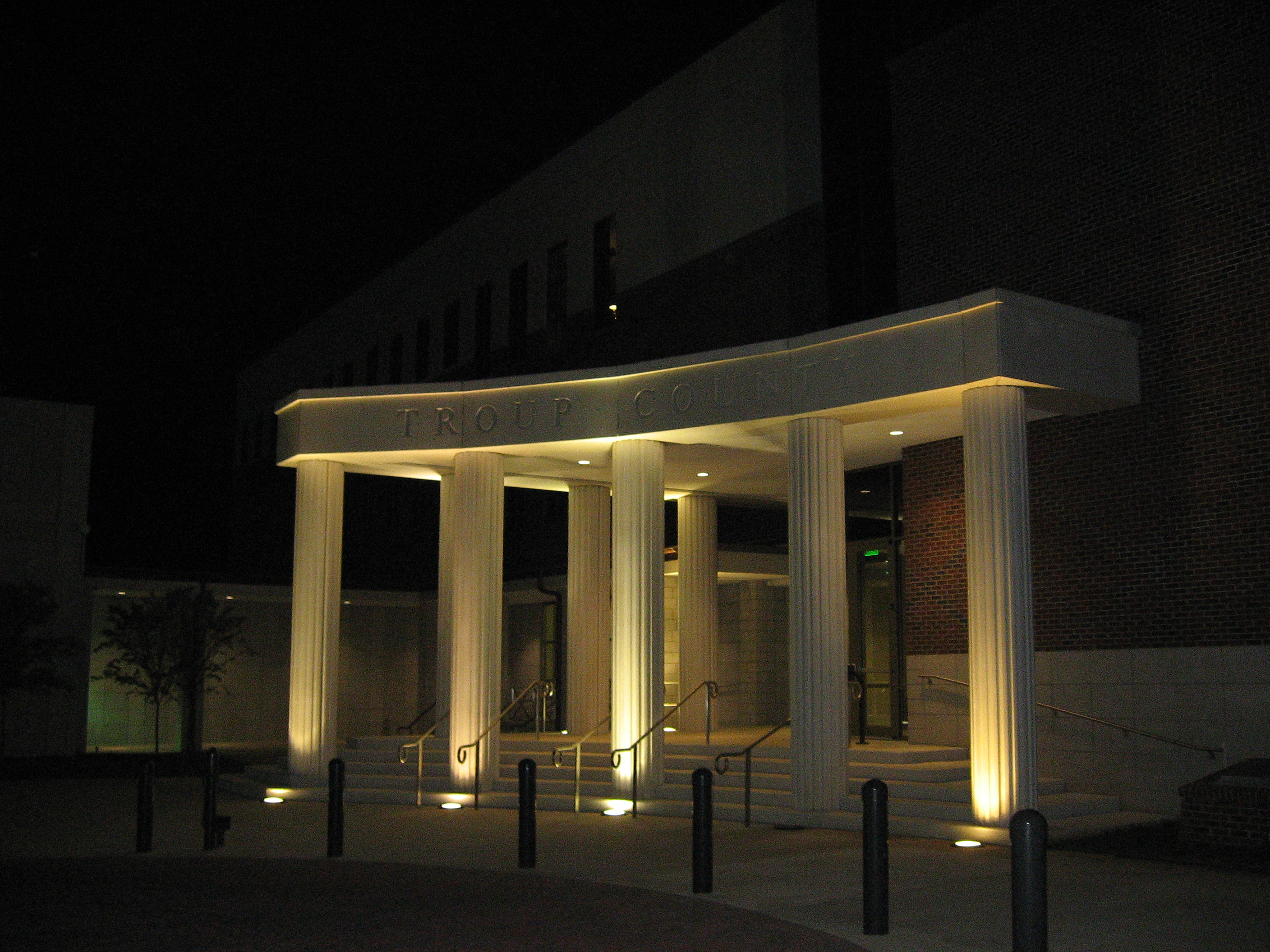
Troup County Courthouse